# Amatista, Princesa de Gemworld
Amatista: Princesa de Gemworld (en inglés, Amethyst, Princess of Gemworld) es una hechicera superheroína y Magical Girl creada por la editorial DC Comics en 1983. La publicación como serie cuenta la historia de una adolescente llamada Amy Winston, que descubre que ella es una princesa huérfana del mundo mágico llamado el Gemworld. Amy se entera de que un gobernante malvado llamado Dark Opal tiene planes para destruirla y viaja a Gemworld para detenerlo y derrotarlo.

## Historia de la Publicación
Como premisa a la aparición de Amatista, se lanzó inicialmente para DC Comics bajo el título de Changeling, en donde el personaje central principal fue dejado en el planeta Tierra cuando era una bebé. Este nombre, sin embargo, ya había sido utilizado por otro héroe adolescente de DC, el famoso Chico Bestia. Dan Mishkin por entonces cambiarlo por "Amatista" como sustituto, y que a su vez inspiró para la denominación del nombre de la joya para otras historias de otros personajes de la serie y la naturaleza del mundo Gemworld como tal.
Amatista apareció por primera vez como personaje en una historia corta en un suplemento especial en la revista de historietas de la Legión de Super-Héroes (vol. 2) # 298 (abril de 1983). La historia original comenzó poco después de doce historias en una serie limitada, titulada Amatista: Princesa de Gemworld, publicada en 1983, escrita y creada por Dan Mishkin y Gary Cohn con la colaboración de Ernie Colón como artista. Esa inicial serie limitada de 12 tomos (identificada por DC Comics como una "maxi-serie") establece el mundo del Gemworld, el lugar de origen de Amatista, y presentó a varios de sus villanos recurrentes. Esta serie limitada fue seguida por un tomo anual publicado en 1984 y una serie regular de 16 números publicados. La serie regular luego de ser cancelada en el #16 fue seguida por un Especial One-shot publicado en 1986 y una segunda serie limitada de cuatro números que puso fin a las aventuras de sus personajes (con la escritura de Esteban Maroto). También hubo un one-shot compartiendo una aventura con Superman en la revista DC Comics Presents #63 (noviembre de 1983). Amatista inicialmente se orientó hacia una historieta para chicas, pero tomaría un tono más agresivo y más oscuro con el tiempo.
El personaje reaparecería en 2005 después de 18 años con muy pocas apariciones esporádicas, en la que se incluye su aparición en la Crisis Infinita. Para junio de 2012 se anunció que Amatista haría su debut en el reiniciado Universo DC en proyecto de lanzamiento de nuevas series al amparo de los denominados los nuevos 52 del Universo DC, siendo el personaje principal de un nuevo volumen de la serie Sword of Sorcery. Sin embargo, esto duró hasta mayo de 2013, cuando la serie Sword of Sorcery fue cancelada.

## Biografía del Personaje
La Princesa Amatista, es la hija del gobernante de la Casa de Amatista, quedó huérfana por culpa de Dark Opal, el tirano gobernante Casa de Opal. Después de la muerte sus dos padres, la Bruja Citrina la lleva lejos por su seguridad para ser criada por la familia de Winston en la Tierra.

### Primeras Aventuras antes de laCrisis en las Tierras Infinitas
Años después, a los trece años, Amatista es atacada por Dark Opal. Esto ocasiona que ella por sí misma regrese al mundo Gemworld; Amatista posteriormente descubre sus poderes mágicos y se transforma en una mujer adulta. Los más poderosos usuarios de la magia del Mundo Gemworld son de la Casa de la Amatista. Amatista decide entonces utilizar sus poderes para rebelarse contra la opresión del tirano Dark Opal, que este ejerce en su dominio de Gemworld. La Princesa Amatista entonces decide ir busca de ayuda y aliados en su lucha contra Dark Opal entre Los Doce Reinos de Gemworld que están en contra del villano. Ella inmediatamente obtiene éxito en obtener el apoyo de la mayoría de las otras casas y se gana la amistad de Lord Topaz, Lady Turquesa, y la Princesa Esmeralda (también conocida como Emmy). La primera serie termina con la derrota de la Dark Opal, la liberación del mundo Gemworld y Amatista regresa a la Tierra.,

### Segunda Serie
Durante la segunda serie que lanzada en 1986, se revela tras las secuelas de la derrota de Dark Opal, se produce un conflicto a causa de la fricción entre los otros demás reinos vecinos de las Casas Reales del mundo Gemworld. Es por entonces que, los Señores del Caos intentan sacar provecho ante la ausencia de Amatista y amenazan con afectar una vez más al Gemworld. Durante este tiempo Amatista aprende del Doctor Fate que ella es miembro de la orden de los Señores de la Orden como su padre lo fue antes que ella. Amatista es la única entre los Lores como la única creación con una forma verdaderamente humana. Después de escuchar y luchar contra esta revelación, finalmente acepta su destino y batalla contra el Señor del Caos conocido como Child y su sirviente Flaw, y Golem, la Piedra Preciosa. Después de derrotar a Flaw, Amatista termina la batalla entre ella y Child por su unión con el Gemworld. Como consecuencia de ello se ve obligada a fusionarse con Child.

### Continuación de sus aventuras: Post-Crisis
La siguiente miniserie sobre Amatista regresa y ve el destino sobre los personajes que ella conoce, lo cual ve que ha pasado casi dos décadas más tarde (ya que el tiempo en el mundo Gemworld pasa de manera diferente a como sucede en la Tierra). Lord Topaz y Lady Turquoise están casados y tienen tres hijos: dos de sus hijos son los gemelos llamados Wrynn y Donal, y su hija de cuatro años de edad, Ámbar. La miniserie también cuenta con el origen del hechicero enemigo de la Legión de Super-Héroes, Mordru, manifestado en su forma a través del gemelo Wrynn cuando este es convocado accidentalmente al realizar un hechizo al regresar a la vida a Flaw. Con la ayuda de Flaw y Los Señores del Caos, Mordrú se transforma en un poderoso brujo. Más tarde se convertiría en el mayor enemigo de Amatista y continuaría afectando a la Legión de Super-Héroes en el siglo XXXI.
Después de su transformación como Mordru, Wrynn se embarca en la conquista que finalmente le conducirá a una confrontación contra Amatista y en su paso destruye a Flaw. Amatista persigue entonces a Wrynn través de Gemworld donde vuelven a luchar por segunda vez. Mientras tanto Child ha regresado y ha secuestrado una Emmy adulta en la Tierra. Él planea utilizarla como trampa para Mordru para poder derrotar a Amatista. Finalmente falla el plan y Donal llega para ayudar a Amatista, que es capaz de restablecer temporalmente a Wrynn a su antiguo ser. Wrynn le pide a Donal que le libere de la influencia de Mordru matándolo. Antes de que Donal sea capaz de cumplir con su petición este se distrae por la negación de matarlo por parte de Lord Topaz. Esta distracción permite que Mordru recupere el control de Wrynn y mate a Donal. Enfurecida, Amatista saca a Child fuera del cuerpo poseído de Emmy y lo destierra de nuevo de a Gemworld.
En el último número de la miniserie, Mordru resulta es sentenciado al destierro de Los Doce Reinos de Gemworld tras su derrota. Amatista, insatisfecha con lo ocurrido y enojada por el asesinato de Donal, destierra a Mordru de Gemworld por su unión con el planeta en él ha estado durante mucho tiempo. La princesa Ámbar revela ser la hija de Amatista, de Lord Topaz y no de Lady Turqouise. Entonces es cuando se da cuenta de que su ausencia es debido a su tiempo en la Tierra, y con ello ha traído el desequilibrio a las fuerzas entre el orden y el caos, Amatista entonces se lleva a Emmy para el cuidado de su hija y las lleva a la Tierra. Amatista vuelve entonces a Gemworld y se une con el planeta hasta ella vuelve a ser necesitada una vez más.

### Crisis infinita
Recientemente, Amatista ha vuelto a aparecer en el Universo DC durante los acontecimientos de la Crisis Infinita. Ella primero aparece luchando contra Espectro en el mundo Gemworld en Crisis infinita #2 y sobrevivió al ataque. Más tarde aparece entre los seres mágicos que han sido invocados para reconstruir la Roca de la Eternidad, la cual fue destrozada tras los acontecimientos del cómic Día de la Venganza Especial. Amatista se le ve una vez más en la Crisis infinita #6, donde ella y otros hechiceros unen sus poderes para convocar el poder del Espectro para restaurar Stonehenge. En las Consecuencias de la Crisis Infinita, todos los otros Señores de la Orden aparentemente fueron destruidos por el Espectro, señalando el final de la novena edad de la magia. Actualmente Amatista es conocida como la única sobreviviente de la Orden en la décima edad de la magia. Curiosamente, ni Emmy ni Ámbar se le vieron o se le mencionaron en la miniserie, pero presumiblemente aún existieron tras las consecuencias de la Crisis Infinita.

### Los Nuevos 52/DC: Renacimiento
En 2012, tras el relanzamiento de nuevas series tras los acontecimientos del reinicio del universo DC, DC relanzó al personaje en la serie bajo otro nuevo vólumen de Sword of Sorcery, siendo Amatista el personaje de cabecera, este título fue parte del proyecto Los Nuevos 52, escrito por Christy Marx y el dibujo de Aaron Lopresti. En esta versión, Amatista por fin le dan el nombre diferente a su alter ego pre-crisis, siendo conocida como la Princesa Amaya de la Casa Amatista, retomando sus orígenes ochenteros, como cuando es tomada para ser llevada a la Tierra y se crio bajo el nombre de Amy Winston, pero se cambió parte de su origen en la que fue criada por su madre Lady Graciel con el fin de protegerla de su despiadada tía Amaya Mordiel, que ha usurpado el control de la casa. También se cuenta en esta serie que el origen del supervillano Eclipso está ligado al mundo Gemworld

#### Miembro deLiga de la Justicia Oscura
Amatista más tarde se une a la Liga de la Justicia Oscura después de ser traída a la Tierra, en un esfuerzo para volver a unir los poderes ausentes de Tim Hunter con la magia. Amatista permanece con el equipo con el fin de recuperar la piedra portal que John Constantine robó.

#### Trinity War
Durante los acontecimientos de la Trinity War, Amatista es uno de los superhéroes que se sienten la perturbación en el plano mágico cuando Shazam! recoge la caja de Pandora.

#### MaxiserieFuture's End
En la serie semanal Future's End Amatista se une al equipo S.H.A.D.E. como agente, pero esta historia sucede 5 años en el futuro, tras los acontecimientos de Maldad Eterna, en la cual está en una misión con Frankestein y otros personajes en el espacio.

#### SelloDC's Wonder CómicsdeBrian Michael Bendis
El día 6 de octubre de 2018, se anunció que el personaje de Amatista regresaría para aparecer en el nuevo cómic de Young Justice que se lanzará en el 2019 como uno de sus nuevos miembros.
Más tarde también se anunciaría que el personaje contaría con serie propia .

## Poderes y habilidades
Amatista es la más poderosa hechicera del mundo Gemworld, como su poder ha sido solo comparable al del supervillano Mordru. Ella posee una serie de poderes, incluyendo el poder de volar, uso de hechizos, manipulación de energía, transmutación de materia, así como el poder de aprovechar otras fuentes de energía mágica que le permite amplificar sus propios poderes. Ella es lo suficientemente poderosa como para participar en la batalla contra El Espectro y poder sobrevivir.

## Otras versiones

### Convergencia
Amatista apareció en una historia especial de 1997 llamada La Convergencia, un crossover que involucró los cómics El Libro del Destino, Fuerza Nocturna, Desafiadores de lo Desconocido y Scare Tactics. Esta historia ilustra una versión alternativa del mundo Gemworld en el cual experimenta una guerra civil. Aquí, Amatista es retratada como villana que quiere unificar todas las casas de la familia en Gemworld por cualquier medio.[cita requerida]

### Flashpoint
En la serie Flashpoint, en el cual se creó una línea de tiempo alternativa por culpa del Flash Reverso, Amatista es miembro del equipo Siete Secretos.

## En otros Medios

### Aparición en Cortos Televisivos
- La Princesa Amatista fue llevada en una miniserie de cortos de 7 partes de la serie de animación DC Nation Shorts, en la que se cuenta de como retratan al Gemworld como un juego de video inventado por Amy Winston, en la que ella está mágicamente transportada a la batalla por las fuerzas de Dark Opal. Se modernizó el diseño de Amatista, inspirada en los personajes japoneses denominados Mahō shōjos,[22] ella se enfrenta a monstruos que recuerdan a personajes y antagonistas de videojuegos clásicos tipo Legend of Zelda o Super Mario Bros. Dicha animación tiene ciertos rasgos de Anime japonés, por lo que dicha animación fue realizada por una producción japonesa llamada David Productions y dibujados por Brianne Drouhard.[23] Esta historia es un tanto inspirada con rasgos derivados de la influencia de Sailor Moon, Star Butterfly y Sakura Card Captors.

### Cine
- Amatista aparece en la película animada DC Super Hero Girls: Héroe del Año, con la voz de Cristina Pucelli.
- Amatista tiene un breve cameo en Teen Titans Go!: La película.